# Søndre Ringvej (Ringkøbing)
 For alternative betydninger, se Søndre Ringvej. (Se også artikler, som begynder med Søndre Ringvej)
Søndre Ringvej  er en to sporet ringvej der går igennem det sydlige Ringkøbing, og er med til at lede den tung trafikken uden om Ringkøbing Centrum, så byen ikke bliver belastet af så meget gennemkørende trafik.
Vejen forbinder Herningvej i nord med Vellingvej i syd, og har forbindelse til Skaadsmosevej, Poulsgårdsvej og Sølbergsvej.